# Constantino de Braganza
Constantino de Bragança i Mendonça (?, 1528 — 14 de juny 1575). Noble de Portugal que fou el 20è governador de l'Índia (el 7è que va dur el títol de virrei) i fill del duc Jaume I de Bragança i de Joana de Mendonça.
Va encapçalar el 1548 una gran ambaixada davant el rei Enric II de França.
El trienni que va passar a Goa (1558-1561) va ser un govern prodigiós. Va conquistar Damão al rei de Cambay, que es va escapolir de la ciutat, sense vessar sang, i va prendre també la fortalesa veïna de Balsar. Havent portat a Goa la «Dent de Buda», adorada pels singalesos, va rebutjar el rescat que els creients li oferien i després va retornar la relíquia. El 1561 Constantino va tornar a Portugal.
Diu Boxer en «O Império colonial português (1415-1825», 2a edició, pàgina 89, que la «posició de l'Església Catòlica Romana a Portugal i en el seu Imperi ultramarí era ja poderosa el 1550 i va quedar encara més reforçada per la Contrareforma, a la que Portugal es va adherir immediatament i incondicionalment.» 
Contínua: «Els frares tenien generalment immunitat; les Ordres religioses i l'Església posseïen prop d'1/3 de la terra disponible a Portugal i moltes de les millors terres de l'Índia portuguesa. Els «pares i els prelats passaven moltes vegades la vida sencera a Àsia, tenint així una influència contínua que contrastava amb els períodes trienals de permanència dels virreis i governadors (…).» «(…) en una època profundament religiosa, l'Imperi marítim portuguès a Àsia pot ser descrit com una empresa militar i marítima modelada en una forma eclesiàstica.» «Quan alguns oficials de la Corona van protestar contra el virrei Constantino de Bragança pels seus esforços per convertir, d'una manera o d'una altra, als indígenes locals, explicant que d'aquesta manera la col·lecta dels impostos de la corona seriosa dificultada, ell va replicar, com a príncep molt cristià, que preferia, per a honra de la Hisenda Real i la glòria de la seva altesa, la conversió dels canarim més pobres d'aquella illa a tots els lucres obtinguts sobre aquelles terres i de les carraques carregades amb pebre, i que arriscaria tot per a la salvació de la seva ànima», «I no eren paraules sense fonament», contínua Boxer: «perquè va ser el mateix virrei que va rebutjar l'oferta del rei de Pegu per pagar un rescat regi per la relíquia sagrada de la dent de Buda, que havien agafat a Jafanapatão».